# 加瓦 (巴塞罗那省)
加瓦，是西班牙加泰罗尼亚巴塞罗那省的一个市镇。总面积31平方公里，总人口39815人（2001年），人口密度1284人/平方公里。